# Bernard Lichtenstein
Bernard Lichtenstein ps. „Rodeo Ben” (ur. 10 kwietnia 1893, zm. 11 lutego 1985 w Filadelfii) – polsko-amerykański przedsiębiorca, krawiec, pochodzący z Łodzi.

## Życiorys
Urodził się w rodzinie żydowskiej. Jego rodzicami byli Israel (1856–1921) i Bertha z Rozenmuterów (1864–1928). Miał pięcioro rodzeństwa. W 1937 roku sprzedał niedochodową pracownię krawiecką w Łodzi i wyemigrował do USA (na transatlantyku SS „Kościuszko”), gdzie osiadł w Filadelfii. Tam otworzył pracownię i zaczął posługiwać się imieniem Ben.
W 1938 roku impresario objazdowego rodeo show złożył w jego pracowni zamówienie uszycia dziesięciu koszul z denimu dla kowboja, którego garderoba zaginęła. Lichtenstein zastosował zamiast guzików zatrzaski, które uznał za bezpieczniejsze przy popisach na rodeo. Z czasem miał coraz więcej zamówień, dzięki czemu mógł zakupić sklep, który nazwał Rodeo Ben, a w środowisku kowbojskim zaczął cieszyć się dużym poważaniem. W 1947 roku zaczął pracę dla szyjącej dżinsy firmy Blue Bell i stworzył dla niej nową markę, którą nazwano Wrangler.
W swoim sklepie pracował do 1983 roku. Zmarł 11 lutego 1985 roku w Filadelfii i został pochowany w białym dżinsowym garniturze.